# George Mallet
George William Mallet (Castries, 24 de julho de 1923 – Castries, 20 de outubro de 2010) foi um político que ocupou uma série de altos cargos em Santa Lúcia, no Caribe.